# Вольтерра (лунный кратер)
Кратер Вольтерра (лат. Volterra) — древний крупный ударный кратер в северном полушарии обратной стороны Луны. Название присвоено в честь итальянского математика и физика Вито Вольтерры (1860—1940) и утверждено Международным астрономическим союзом в 1970 г. Образование кратера относится к нектарскому периоду.

## Описание кратера

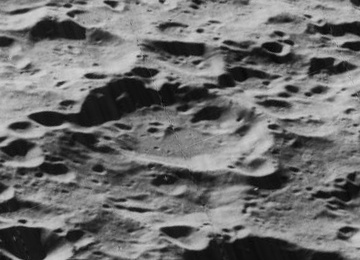
Снимок зонда Lunar Orbiter - V.

Ближайшими соседями кратера являются кратер Яблочков на северо-западе; кратер Оливье на северо-востоке и кратер Бекеши на юго-западе. Селенографические координаты центра кратера 56°33′ с. ш. 131°38′ в. д. / 56,55° с. ш. 131,64° в. д., диаметр 55,1 км, глубина 2,4 км.
Вал кратера значительно разрушен и перекрыт множеством кратеров различного размера. Северо-восточная, южная и западные части вала перекрыты небольшими кратерами . Средняя высота вала кратера над окружающей местностью 1140 м, объем кратера составляет приблизительно 2200 км³. Дно чаши сравнительно ровное в восточной и пересеченное в западной части, испещрено множеством кратеров различного диаметра.

## Сателлитные кратеры

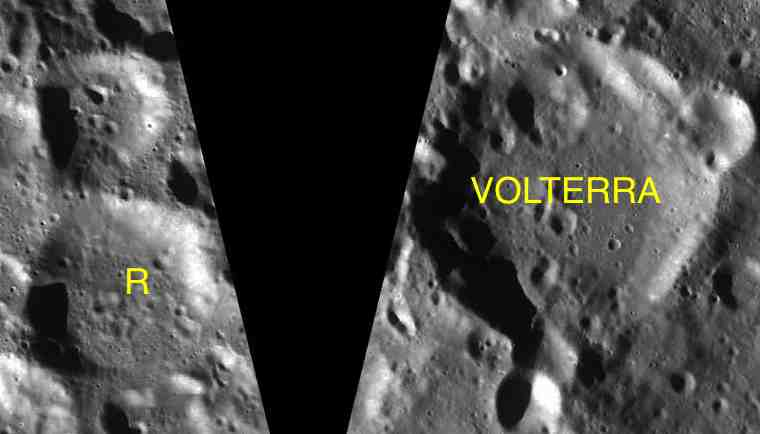
Фрагменты карт LAC-16, LAC-17.

| Вольтерра | Координаты                                              | Диаметр, км |
| --------- | ------------------------------------------------------- | ----------- |
| R         | 55°58′ с. ш. 128°55′ в. д. / 55,96° с. ш. 128,91° в. д. | 32,6        |